# رجاء القرق
رجاء عيسى القرق هي سيدة أعمال إماراتية تشغل منصب الرئيس التنفيذي لمجموعة عيسى صالح القرق، والشركات التابعة لها في التجارة والتصنيع والبيع بالتجزئة وإدارة، ومنح الامتيازات والعقارات. التحقت بالمجموعة في عام 1989 بوصفها عضواً في مجلس الإدارة وتشرف الآن على العملية يوماً بعد يوم، وتسيير الأعمال في دولة الإمارات العربية المتحدة. حاصلة على شهادة الأدب الإنجليزي من جامعة الكويت عام 1977، بدأت حياتها المهنية مديرة مدرسة زعبيل الثانوية للبنات في دبي عام 1978.
تقول رجاء في سيرتها الذاتية بأنها لم تكن ترغب في دخول مجال الأعمال، حيث كانت قد قررت أن تصبح معلمة، ثم مديرة مدرسة، ومكثت في هذا المجال لما يزيد عن 13 عاما. لكنها لاحقاً غيرت رأيها بتشجيعٍ من والدها الذي رأى الكثير من الإمكانات لديها. وأشارت إلى أن ذلك القرار لم يأتِ بين عشية وضحاها، حيث أجرت محادثاتٍ مع والدها لسنوات عدة، ثم بدأت العمل عام 1989.
احتلت رجاء عيسى القرق المرتبة 28 في قائمة "القوة العربية 2018" لأقوى 100 شخصية عربية، التي أعدتها مجلة جلف بيزنس، متقدمة عن التصنيف السابق في عام 2017. كانت أقوى سيدة أعمال إماراتية في تصنيف فوربس الشرق الأوسط لعام 2017 وثالث أكثر سيدة أعمال تأثيرًا في العالم العربي في تصنيف فوربس الشرق الأوسط لأقوى 100 سيدة أعمال عربية لعام 2017. في عام 2023، تم إدراجها في المرتبة 91 في قائمة فوربس لأقوى 100 امرأة في العالم وفي المركز الثالث في قائمة أقوى 100 سيدة أعمال عربية لعام 2020.

## العضويات
تعد رجاء عضوًا في كل مما يلي: 
- مجلس إدارة غرفة تجارة وصناعة دبي.
- مجلس إدارة البنك البريطاني للشرق الأوسط المحدود.
- مجلس إدارة جمعية النهضة النسائية بدبي.
- المجلس الاستشاري لبنك كوتس (التابع لمجموعة رويال بنك أوف سكوتلاند).
- مجلس أمناء مؤسسة محمد بن راشد آل مكتوم للمبادرات العالمية.
- مجلس أمناء جامعة حمدان بن محمد الإلكترونية.
- مجلس إدارة مجموعة عيسى صالح القرق.
- في مارس 2020، عيّن بنك الفجيرة الوطني القرق نائبًا جديدًا لرئيس مجلس إدارته.[9]

## إنجازاتها
- في عام 2023، اختارتها مجلة "فوربس" واحدة من أقوى 100 سيدة أعمال في الشرق الأوسط لذلك العام.
- تم اختيارها لتكون رئيسة فخرية لجامعة "هيريوت وات دبي" عام 2022.
- أول امرأة إماراتية عضو في مجلس إدارة بنك "HSBC" الشرق الأوسط المحدود.
- حصلت رجاء على المركز الـ28 بقائمة أقوى 100 عربي، جمعتها مجلة "Gulf Business" عام 2018.
- أول سيدة أعمال إماراتية وتنشر سيرتها الذاتية،التي صدرت بعنوان "رجاء القرق.. سيرة ذاتية"، في 2019.
- حصلت على جائزة "التميز في القيادة" من منتدى المفكرين العالمي عام 2014.
- حصلت على جائزة "عالم التميّز المختلف" من التحالف الدولي للمرأة (TIAW) في عام 2009.
- حصلت علي شهادة تقدير مقدمة من الشيخ حمدان بن راشد في مؤتمر البنك الدولي.[2][8]
- في سبتمبر 2003، ترأست القرق، برفقة الشيخة لبنى القاسمي ، وفداً من سيدات الأعمال في دبي إلى المنتدى الاقتصادي العربي الأمريكي.[10]